# You'll Find Out (film 1940)
You'll Find Out è un film statunitense del 1940 diretto da David Butler.
La canzone I'd Know You Anywhere (musica di Jimmy McHugh e testo di Johnny Mercer) ha ricevuto la candidatura all'Oscar alla migliore canzone ai Premi Oscar 1941.